# 芬國昐
芬國昐 Fingolfin，是英國作家約翰·羅納德·瑞爾·托爾金的史詩式奇幻小說《精靈寶鑽》中的人物。諾多族第三任最高君王。

## 人物簡介
他是諾多族第一任最高君王芬威（Finwë）的第二子，母親是茵迪絲（Indis），第二任最高君王費諾（Fëanor）同父異母之弟，同父同母姐姐是芬迪絲（Findis），妹妹是伊瑞米（Írimë），弟弟是費納芬（Finarfin），妻子是阿納爾瑞（Anairë），她為芬國昐生下四名子女：芬鞏（Fingon）、特剛（Turgon）、雅瑞希爾（Aredhel）和亞岡（Argon）。
芬國昐（Fingolfin）是昆雅語“Finwë Ñolofinwë”的辛達林語翻譯，是以他的名字加上父親芬威之名作為前墜組成的；“Ñolofinwë”是他的父名，意思是「明智的芬威」 wise Finwë；他的母名為“Aracáno”。

## 生平概述
芬國昐在維林諾時已經和費諾不和。米爾寇服完了幾千年的刑期後得到釋放，他向維拉表示自己在維林諾做一個自由人好了，未幾他便得到來回維林諾的自由。費諾打造了三顆精靈寶鑽，米爾寇垂涎這些精靈寶鑽，為找方法毀了費諾，便用流言挑撥費諾與芬國昐兄弟間已經不太好的感情。
費諾與芬國昐兄弟互相之間增加軍備，費諾聽到的傳聞是其他兄弟想搶奪承繼人的位子，而芬國昐兄弟聽到的傳聞是費諾要將他們驅趕出圖納。提理安城起了空前未有的不安，於是芬威召喚所有諾多王子商議，芬國昐先到，他向父親表示，希望父親約束一下哥哥的脾氣。費諾接著也到了，而且全副武裝，拔劍挑釁芬國昐，芬國昐不理會費諾，費諾追了上來，用劍頂住芬國昐胸口並威脅他，芬國昐不發一言，找他的兄弟費納芬。這件事在維林諾譁然轟動，維拉也得知了，於是維拉下令費諾遷出圖納十二年。
曼威為化解費諾和芬國昐之間的心結，藉住祭典下令所有諾多族前來泰尼魁提爾山上的宮殿。費諾的確來了，但芬威沒有來，因為禁令加在費諾身上一日，芬威也不回提理安，不見他的百姓。費諾身上沒穿參加宴會的華服，也不戴任何飾物，那時，費諾與芬國昐面對面，開口表示和解，芬國昐也對兄長拔劍相向一事一筆勾消。
這時米爾寇帶了大蜘蛛昂哥立安破壞雙聖樹，維林諾立時變成黑暗，接著一名信使自佛密諾斯趕來，說米爾寇殺死了芬威，竊取了精靈寶鑽，於是他拔腿奔離判決圈。後來他向全諾多族發表了一篇演說，眾人皆感義憤，費諾煽動諾多族返回中土大陸。芬國昐卻不希望這樣做，他所帶領的子民比費諾多幾倍，也比他得民心。後來費諾奪得帖勒瑞族白船，自行帶自己的百姓帶到中土大陸，將他的兄弟芬國昐大隊遺棄於冷天雪地的維林諾北部阿瑞曼地區，讓他們自生自滅。
芬國昐不想充滿痛苦難堪地返回維林諾，他反而前所未有的要尋路前往中土大陸，百姓在芬國昐與兒子們及費納芬的子女芬羅德·費拉剛和凱蘭崔爾帶領下，深入酷寒的北方，渡過了充滿冰山，與中土大陸相連的西爾卡瑞西海峽（Helcaraxë）。特剛失去了妻子埃蘭薇，另外有多人喪命，跟隨他的人減少了許多，到達中土大陸的芬國昐子民，對費諾憎惡至深。
在太陽飛船第一次啟航，照耀大地時，芬國昐到達中土大陸，他的大軍去到安格班的門前叫陣，當時費諾已亡，梅斯羅斯被捉，但芬國昐不知道，在不見任何動靜之下，他退兵前往米斯林。
芬國昐與芬羅德·費拉剛的百姓雖然在長途跋涉中傷亡慘重，但比費諾的追隨者依然多出很多。他們一見到芬國昐大隊，識相地拔營遷居，費諾的追隨者真想歡迎他們，卻又因為太羞愧而不敢付諸行動。
芬國昐的兒子芬鞏不知梅斯羅斯在燒船一事並未背叛他，但他依然想念與梅斯羅斯的友誼，他獨自一人前往安戈洛墜姆，找到了梅斯羅斯，梅斯羅斯求芬鞏一箭殺死他，芬鞏感到絕望，向曼威祈求。巨鷹之王索隆多突然出現，在牠幫助之下，芬鞏飛上了峭壁，斬斷了梅斯羅斯的右手，救出了梅斯羅斯。
芬鞏的所作所為贏得極大名望，費諾和芬國昐兩家的恨惡得以化解。梅斯羅斯為燒毀白船一事乞求原諒，並放棄諾多族最高君王王位。於是芬國昐成為諾多族最高君王，統率所有諾多族人，以及所有諾多王侯後來在貝爾蘭建立的王國。
阿格烈瑞伯戰役（Dagor Aglareb）中，他帶領軍隊圍困安格班四百年，是為安格班之圍（Siege of Angband），但在班戈拉赫戰役，安格班之圍被破壞，貝爾蘭人民向南逃。芬國昐獨自去到安格班門前，單挑魔苟斯，芬國昐直指魔苟斯是懦夫，於是魔苟斯第一次也是唯一一次踏出安格班。芬國昐在魔苟斯身上連斬出七道傷口，魔苟斯舉起葛龍得，重重壓向芬國昐，他三次壓倒在地，又三次站立起身，魔苟斯左腳踏落芬國昐，芬國昐也絕望中發出奮力一擊，將寶劍璘及爾砍入魔苟斯左腳。就這樣，芬國昐殞落了。
魔苟斯抄起芬國昐的屍體，打碎他的骨頭，打算將之丟向狼群。但是巨鷹之王索隆多及時趕到，牠飛到魔苟斯頭頂上抓傷他的臉，巨爪抓住芬國昐的屍體，飛離安格班。
他最後葬在兒子特剛的隱藏王國貢多林，長子芬鞏即位為諾多族第四任最高君王。

## 註解
1. 1 2  芬國昐曾於流亡後、離開瓦林諾前要求諾多一族的王位，並且在此時以Finwë之名作為前墜，此舉激怒了費諾，促使費諾燒船將芬國昐一行人棄置於阿瑞曼，詳細可見來源1的344頁。

## 資料來源
1. ↑  J.R.R. Tolkien, Christopher Tolkien (ed.), 《中土世界的人民》,"The Shibboleth of Fëanor".

| 前任： 費諾 | 諾多族最高君王 | 繼任： 芬鞏 |